# 1. dodjela Oscara
1. dodjela Oscara, koju je priredila Akademija filmskih umjetnosti i znanosti (AMPAS), slavila je najbolje američke 1927. i 1928., a održana je 16. svibnja 1929. na privatnoj večeri u hollywoodskom Hotelu Rooseveltu u Los Angelesu.
Ceremoniju je vodio predsjednik AMPAS Douglas Fairbanks. Karte za priredbu su koštale pet dolara, bilo je prisutno 270 uzvanika, a trajala je petnaest minuta. Nagrade je bio proizveo Louis B. Mayer, tvorac studija Louis B. Mayer Pictures Corporation (kasnije inkorporiranog u Metro-Goldwyn-Mayer). Bila je jedina ceremonija dodjele Oscara koja nije bila uživo prenošena na radiju ili televiziji.
Za vrijeme ceremonije, AMPAS je dodijelio svoje nagrade (danas poznate kao "Oscari") u dvanaest kategorija. Dobitnici su bili objavljeni tri mjeseca prije same ceremonije. Neke od nominacije nisu bile vezane uz specifičan film, kao što je slučaj s Ralphom Hammerasom i Nugentom Slaughterom, nominiranim u danas napuštenoj kategoriji mehaničkih efekata. Za razliku od kasnijih ceremonija, glumac ili redatelj je mogao biti nominiran za više djela u godini. Emil Jannings je tako dobio nagradu za najboljeg glumca za uloge u filmovima The Way of All Flesh i The Last Command. Charlie Chaplin i Warner Brothers su istovremeno dobili počasnog Oscara.
Među pobjednicima na ceremoniji su bili filmovi Seventh Heaven i Sunrise: A Song of Two Humans, od kojih je svaki dobio po tri nagrade, a Wings, je osvojio dvije. Među nagradama je  Sunrise dobio Oscara za jedinstvenu i umjetničku produkciju a Wings za izvanredni film (danas najbolji film); te dvije kategorije su se u to vrijeme smatrale različitim a istovremeno jednako vrijednim. Sljedeće godine je Akademija ukinula nagradu za jedinstvenu i umjetničku produkciju i retroaktivno odlučila da će nagrada za Wings biti najviša od svih.